# Tmesisternus riedeli
Tmesisternus riedeli es una especie de escarabajo del género Tmesisternus, familia Cerambycidae. Fue descrita científicamente por Weigel en 2006.
Habita en Indonesia. Esta especie mide 9,9-11,7 mm.